# T-14 Armata
De T-14 Armata is een tank van het Russische leger die ontwikkeld werd om in 2020 alle oudere tanks te vervangen. 

## Ontwikkeling
Na de val van de Sovjet-Unie werd in de Russische Federatie begin jaren 1990 de ontwikkeling voortgezet van moderne tanktypen. Een belangrijk project, uitgevoerd door Oeralvagonzavod, was de objekt 195. Het doel daarvan was om een tank te ontwerpen met een massa van 55 ton om het beschermingsniveau op eenzelfde peil te krijgen als bij Westerse tanks. Tegelijkertijd moest een sprong vooruit gemaakt worden in de bewapening door de introductie van een veel zwaarder 152 mm kanon. Het voertuig zou een dieselelektrische aandrijving gebruiken. Begin 2010 werd aangekondigd dat het project zou resulteren in een T-95 waarmee de kern van de Russische tankvloot gemoderniseerd zou worden. Bestaande tanks zouden niet meer worden verbeterd. In mei 2010 werd dit plan afgeblazen wegens bezuinigingen. Als reden werd opgegeven dat de T-95 te zwaar was, te duur, te complex en te onbetrouwbaar. Het concept om een enorm kanon te gebruiken werd als verouderd beschouwd. Besloten werd de bestaande T-90 te moderniseren.
Echter werd in 2015 aangekondigd dat men toch een nieuw ontwerp in dienst neemt, gebaseerd op het project van de objekt 148, de ontwikkeling van een gedeeld chassis voor de Armata-familie van gevechtsvoertuigen, waaraan nu dus een gevechtstank wordt toegevoegd. Het ontwerp zou zoveel mogelijk onderdelen van de T-95 toepassen. Het "armata" is een oud middeleeuws Slavisch woord voor "geschut" of "donderbus", zelf weer afgeleid van het Latijn arma, "wapen". De versie als infanteriegevechtsvoertuig heet de T-15. De T-14 Armata werd voor het eerst openbaar vertoond in 2015 tijdens de militaire meiparade in Moskou ter viering van de zeventigjarige verjaardag van de overwinning op Nazi-Duitsland. Er was toen een kleine voorserie gebouwd van een dozijn voertuigen. Aangegeven werd dat tot 2020 een totaal van 2300 T-14's moest worden gebouwd om 70% van de tankvloot te vervangen. In de productieversie zouden de problemen opgelost moeten zijn die het beproeven van de voorserie aan het licht zou brengen. In 2018 werd een T-14 Armata ingezet in de Syrische Burgeroorlog.
De aangekondigde massaproductie werd in 2018 afgeblazen wegens bezuinigingen. Het systeem was zo complex gebleken dat ieder voertuig de permanente ondersteuning van een eigen team met dure specialisten nodig had om operationeel te blijven. In augustus 2018 was er wel sprake van een tweede voorserie van 32 tanks, te leveren tot 2021. In februari 2019 werd ingeschat dat de eerste twaalf voertuigen dat jaar geleverd konden worden maar in de loop van 2019 werd dat vooruitgeschoven naar begin 2020, in verband met problemen bij Oeralvagonzavod. Door achterstanden in de loonbetaling had een belangrijk deel van het personeel het bedrijf verlaten. In januari 2020 was nog geen enkele tank geleverd. De ontwikkeling van de motor zou nog niet opgeloste problemen opgeleverd hebben. In augustus 2020 werd aangegeven dat de problemen waren opgelost en productie van start was gegaan, waarbij de eerste leveringen aan het leger in 2021 zouden plaatsvinden. Een jaar later werd aangekondigd dat de eerste twintig voertuigen voor het eind van 2022 zouden worden overgedragen aan het leger. Die twintig voertuigen werden gedurende 2022 nog verder beproefd. Het waren de eersten van een bestelling van 140 T-14 Armata.
Op 4 maart 2024 kondigde Rostec-CEO Sergej Chemezov aan dat de T-14 op dat moment in dienst was bij het Russische leger. Hierbij voegde hij toe dat het door de hoge kosten van de tank onwaarschijnlijk is dat Rusland deze zou gebruiken in de Russisch-Oekraïense oorlog.

## Beschrijving

### Afmetingen en vorm

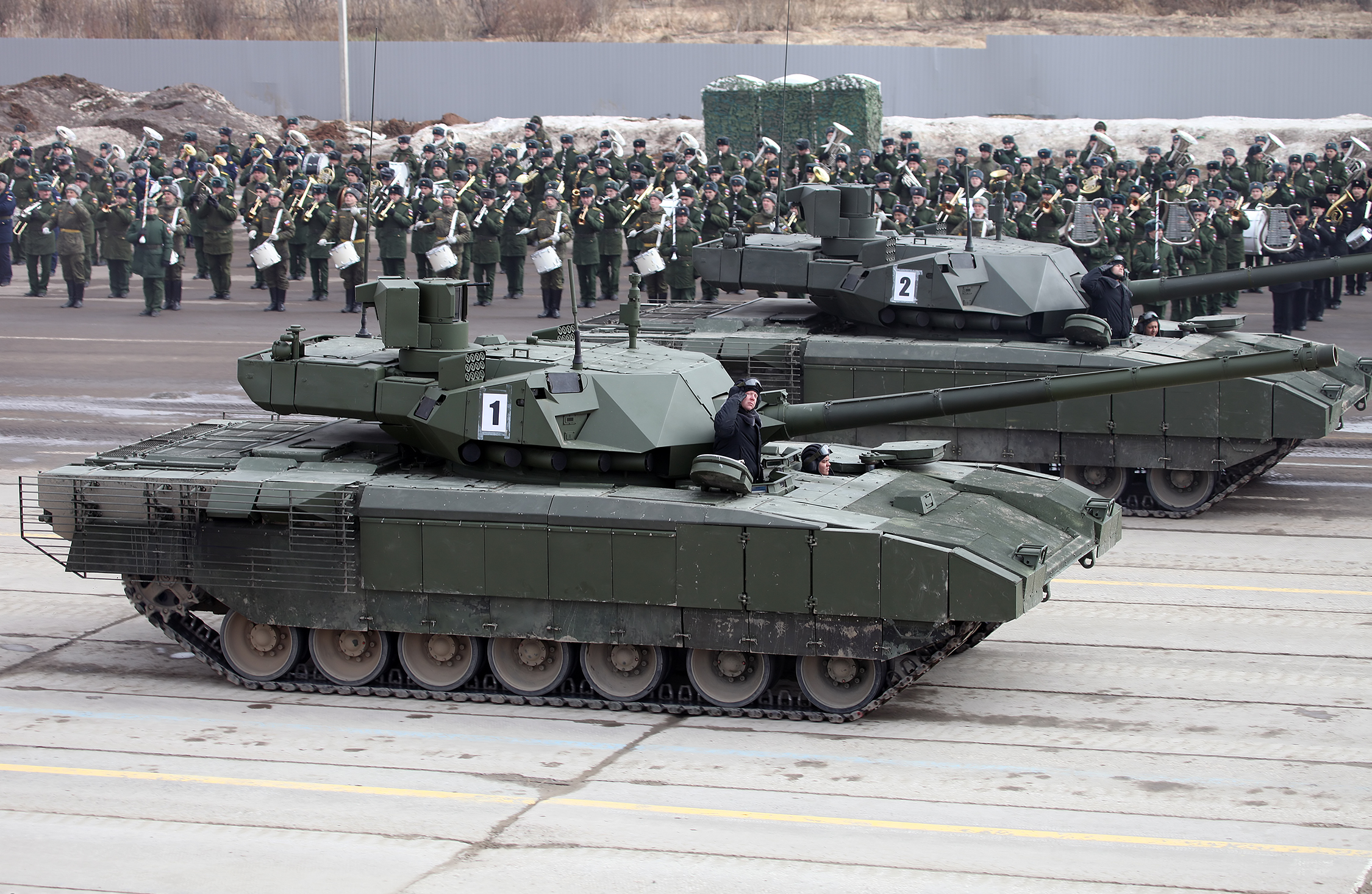
De T-14 in zijaanzicht

De T-14 is voor Russische begrippen een vrij groot voertuig met een romp van 8,732 m lengte. Om een redelijke manoeuvreerbaarheid te bereiken, moest de lengte-breedteverhouding niet te extreem zijn en de rupsbanden liggen overdwars 2,8 m uit elkaar. Als het kanon naar voren steekt, brengt dat de lengte op 10,8 m en de pantsering op het loopwerk brengt de breedte op 3,9 m. Het dak van de geschutskoepel is 2,7 m hoog. Het elektronische observatietorentje dat de commandant van informatie voorziet, steekt hier nog bovenuit en brengt de hoogte op 3,3 m. De massa werd oorspronkelijk aangegeven als 48 - 49 ton, tamelijk weinig naar huidige maatstaven. Later werd een gewicht van 53 ton gemeld.

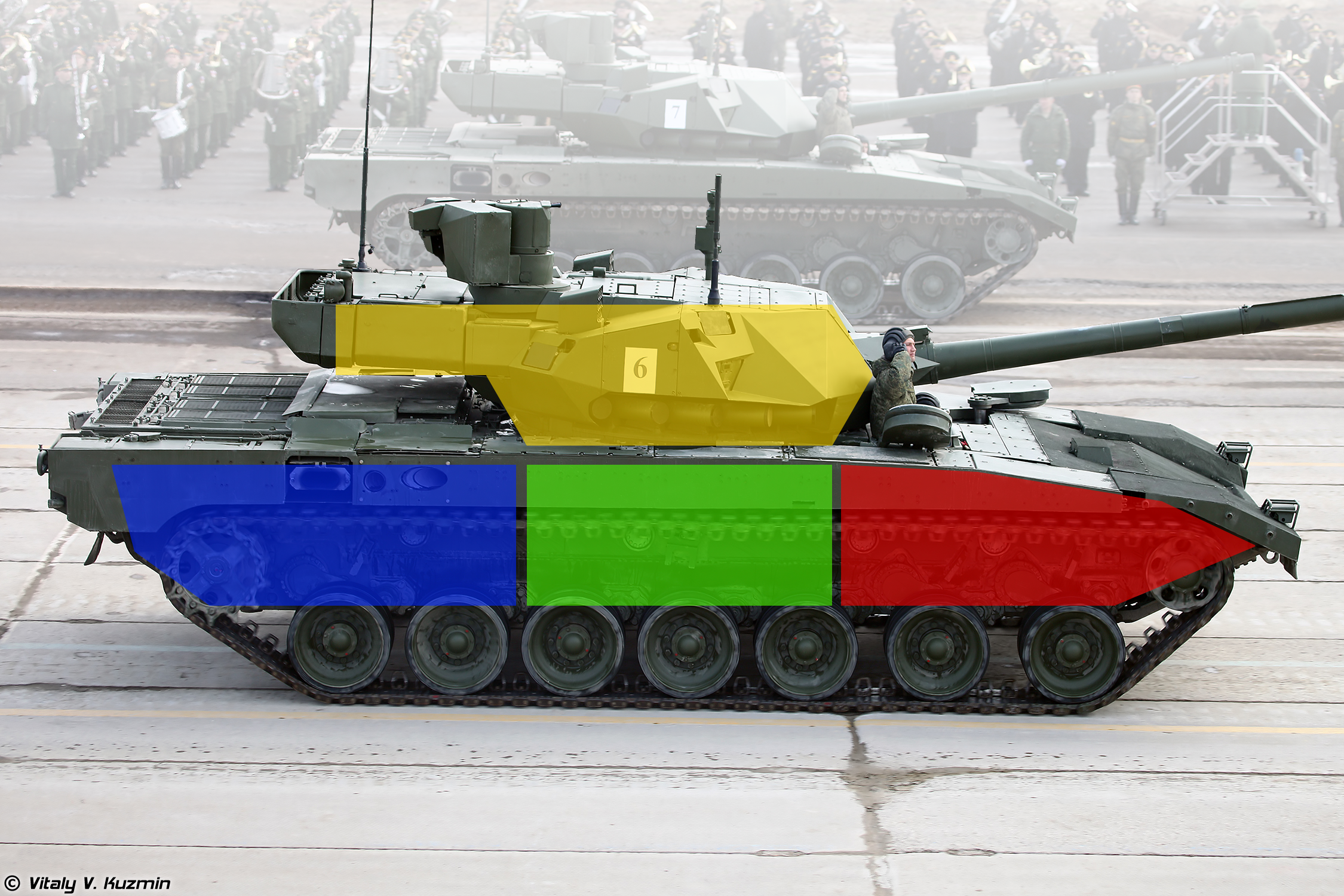
De indeling van de tank: rood de bemanning, groen de gevechtsruimte, geel de koepel en blauw de motor

De romp is bovenop vrij vlak. Het pantser op de neus helt sterk naar achteren, geleidelijk overgaand in het dak. De romp steekt ver achter het loopwerk uit om ruimte te maken voor een grote motor. In het midden van het dak is de vrij kleine koepel geplaatst. De indeling van de tank is in zeker opzicht traditioneel met een bestuurderscabine voorin, een gevechtsruimte middenin en een machinekamer achterin. Afwijkend is dat de gevechtsruimte grotendeels geautomatiseerd is, met een automatische lader in het midden van de romp en een onbemande koepel daarboven; schutter en commandant zitten voorin bij de chauffeur.

### Bewapening

#### Hoofdbewapening
De hoofdbewapening bestaat uit een 2A82-1M 125 mm L/56 gladloops kanon. Dit is een nieuw model waarvan de loop, 7 m lang, aan de binnenzijde van een verbeterde legering werd voorzien, wat een hogere gasdruk mogelijk maakt. APFSDS (Armour-Piercing Fin-Stabilised Discarding Sabot) zou een mondingssnelheid van 2050 m/s hebben, met 17% meer bewegingsenergie dan bij de 120 mm Rheinmetall, het wapen van het merendeel van de Westerse tanks. De loop heeft geen rookafzuiger omdat deze gezien de onbemande koepel overbodig is. De schietbuis wordt aldus niet verzwakt door doorboringen. Het kanon kan APFSDS pantsergranaten afschieten van de Vacuum-reeks. Deze hebben een subkaliberpenetrator van 0,9 m lengte. De penetrator is, afhankelijk van het type, van verarmd uranium of wolfraam, wat een doorslagvermogen oplevert van respectievelijk 1 en 0,9 m pantserstaal. Overigens heeft geen enkele bestaande tank een stalen pantser met een dikte van een meter; het gaat dus om een theoretische capaciteit die echter wellicht nog niet afdoende is tegen pantsers die zelf uit verarmd uranium of wolfraam bestaan, gestructureerd zijn om zulke penetratoren te eroderen of breken, en ondersteund worden door neokeramische lagen.

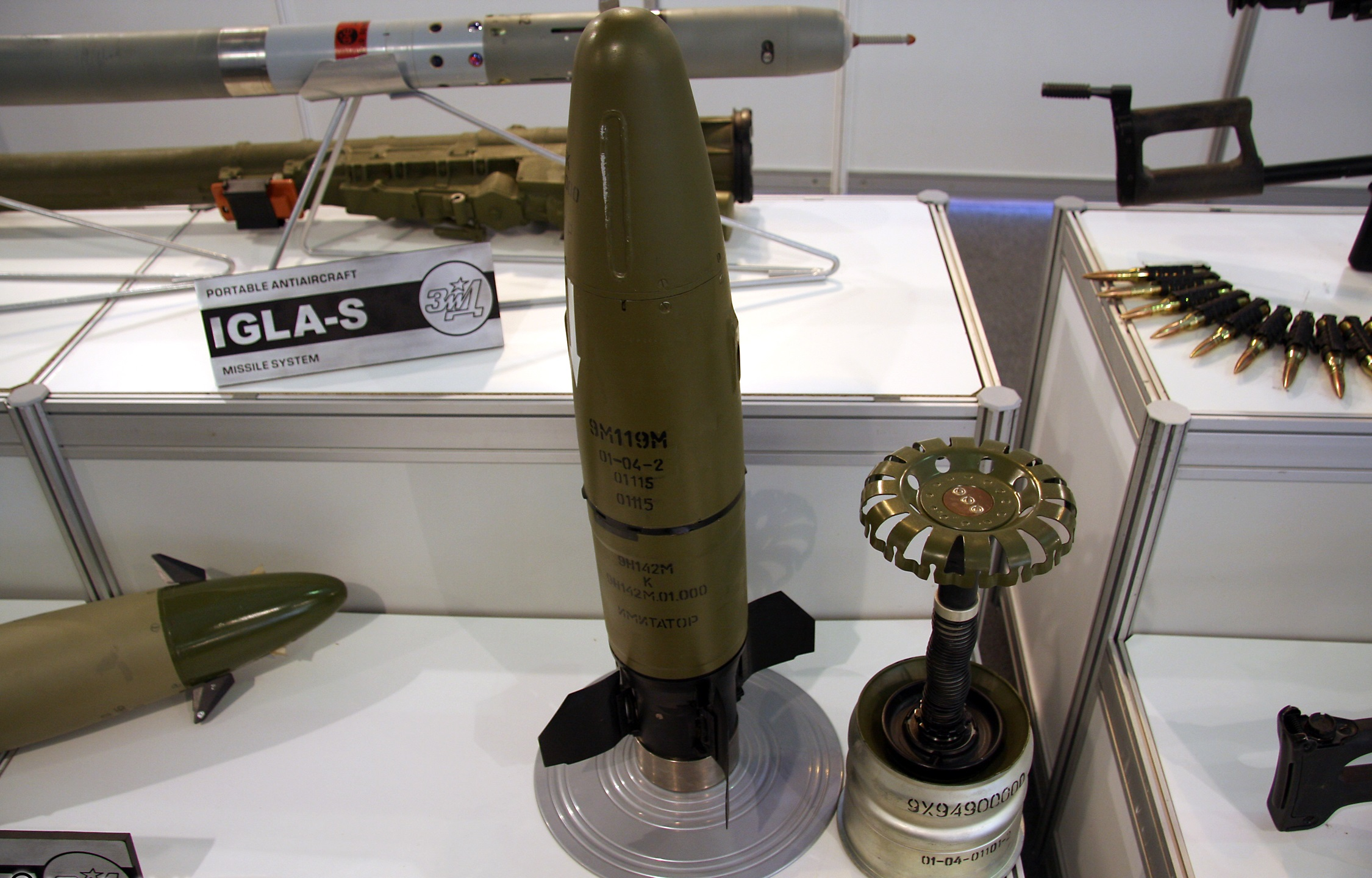
Een Invarraket

Al in de tijd van de Sovjet-Unie begon men voor tanks geleide antitankraketten te ontwikkelen die door de loop konden worden afgeschoten. Dit gaf ze het vermogen om ook op grotere afstand accuraat doelen te treffen. De T-14 kan de oudere Invar 9M119M-raket afvuren die een bereik heeft van 5 km en waarvan de holle lading een doorslagvermogen heeft van 0,9 m pantserstaal. De schutter moet de raket met een laser naar het doel leiden. Dat doel kan ook uit een helikopter bestaan. Voor de T-14 is speciaal de 3UBK21 Sprinter ontwikkeld met een bereik van 12 km. Op zo'n afstand is geleiding van de tank uit onpraktisch en daarom is een 3UBK25-versie in ontwikkeling, een fire-and-forget-raket die zichzelf naar het doel geleidt.
Daarnaast kan er een spectrum aan andere granaten worden afgevuurd. Daaronder bevindt zich een HEAT (High-Explosive Anti-Tank) granaat met een holle lading tegen gepantserde doelen en een HE (High-Explosive) brisantgranaat tegen ongepantserde doelen.

#### Vuurleiding
Anders dan bij traditionelere tanks vindt de vuurleiding niet plaats door directe waarneming van het doel. Commandant en schutter zitten beiden in de romp en kijken op beeldschermen om zich een beeld te vormen van de omgeving en mogelijke vijandige voertuigen of troepen daarin. Beiden hebben vrijwel identieke vizieren die doelen kunnen waarnemen via multispectral imaging, dus in het elektromagnetisch spectrum van infrarood, zichtbaar en ultraviolet licht.

### Pantser
De bemanning zit in een metalen bepantserde kist in de romp. Deze kist heeft een pantser van 0,9 m equivalent gerold homogeen pantser. Hier bovenop heeft het ook nog Malachite ERA (Explosive Reactive Armor). Deze versie van ERA kan de effectiviteit van APFSDS projectielen tot wel 20% verminderen.